# Муж
Муж — праслов'янська (*mǫžь < праіндоєвроп. кореня *mon-) та давньоруська назва людини (мужь нѣкии), чоловіка (мужи и жены), воїна, боярина чи слуги (мужь цѣсарь, мужь княжь). В останньому спеціальному значенні слово «муж» позначає найвищих урядовців, знатних людей. У кожного князя було небагато (звичайно 3—5) «мужів», решта слуг називалися «отроками», «дітськими» тощо. Часом використовувався церковно-книжковий зворот «вельможа», що є довільним перекладом грецького «сильний». Механізм економічного забезпечення «мужів» досі остаточно не з'ясований. Найбільш правдоподібною є думка про те, що при некласичному феодалізмі (англ. bastard feudalism) джерелом забезпечення було не велике землеволодіння, а служба князю (певна доля данини, згодом держання волостей та ін.).